# Edwin Feyer
Edwin Julius Reinhold Feyer (* 15. Juli 1888 in Breslau; † 13. Februar 1948 in Stuttgart) war ein deutscher Geodät.

## Leben
Edwin Feyer war in den Jahren 1914 bis 1927 Assistent für Geometrie an der Technischen Hochschule Breslau. Nach seiner Promotion zum Dr. phil. im Jahr 1919 wurde er 1921 Privatdozent für Mathematik, erhielt 1924 einen Lehrauftrag für Geodäsie und wurde schließlich 1927 Oberassistent für Geometrie an der TH Breslau. Im Jahr 1929 wurde er außerordentlicher Professor.
Von 1936 bis 1938 war er als „Entwicklungshelfer“ zusammen mit anderen deutschen Dozenten Professor im Deutschen Reichsdienst an der Staatlichen Chinesischen Tung-Chi Universität  in Woosung bei Shanghai. Dort war er verantwortlich für die Einrichtung eines Studiengangs für Vermessungswesen. Bei der Besetzung Shanghais durch japanische Truppen kehrte er 1939 mit der deutschen Delegation nach Deutschland zurück und wurde ordentlicher Professor an der Technischen Hochschule Hannover. Schließlich wurde er 1943 als ordentlicher Professor und Direktor des Geodätischen Instituts an die Technische Hochschule Stuttgart berufen, wo er bis 1945 lehrte.
Feyer war verheiratet mit Margarethe Freysoldt (* 17. Dezember 1892 in Pößneck; † unbekannt), Tochter von Wilhelm Freysoldt (1847–1939), Fabrikbesitzer in Pößneck, und Emma Tompel (1866–1948). Aus dieser Ehe entstammte eine Tochter.